# Индивидуальные дозиметры
Индивидуа́льные дози́метры — дозиметры, предназначенные для ношения (как правило, в кармане одежды либо на поясном ремне) с целью предупредить человека о вхождении в зону с высоким уровнем гамма-излучения.
В настоящее время индивидуальные переносные дозиметры позволяют измерять не только гамма-излучение, но и бета-излучение, а также рентгеновское излучение (например, при посещении медицинского рентгеновского кабинета).
Многие индивидуальные дозиметры имеют функцию измерения накопленной дозы.
Индивидуальные дозиметры используются в быту, на различных предприятиях, а также используются военнослужащими.

## Особенности бытовых дозиметров
Бытовые дозиметры (как разновидность переносных индивидуальных дозиметров) отличаются от профессиональных большей погрешностью измерений, достигающей 25—35 %. Это обусловлено тем, что в большинстве бытовых дозиметрах используется лишь один счетчик Гейгера. Длительность однократного измерения составляет у таких приборов от 40 секунд и более.
Бытовые дозиметры не являются метрологическим средством измерения, не подлежат обязательной сертификации и не поверяются органами госконтроля.
Использовать бытовые дозиметры можно лишь для собственных нужд в быту. Показания таких приборов юридической силы не имеют вследствие их большой погрешности измерения.

## Применяемые детекторы
В дозиметрах применяются как классические газоразрядные детекторы (счетчик Гейгера), так и компактные полупроводниковые детекторы ионизирующих излучений.

## Некоторые индивидуальные дозиметры
Технические характеристики широко распространенных серийно выпускаемых индивидуальных дозиметров приведены в таблице.
| Дозиметр                             | Дозиметр    | Дозиметр   | Размеры, мм | Масса, г | Питание                     | Дисплей                       | Звук                     | Вибро             | Тип детектора                                           | Диапазон измерения дозы                       | Диапазон измерения дозы | Время измерения                                    | Функция измерения бета-излучения и диапазон энергий                | Связь с ПК | Дополнительные функции |
| Модель                               | Изображение | Страна     | Размеры, мм | Масса, г | Питание                     | Дисплей                       | Звук                     | Вибро             | Тип детектора                                           | мкЗв/ч                                        | мкР/ч                   | Время измерения                                    | Функция измерения бета-излучения и диапазон энергий                | Связь с ПК | Дополнительные функции |
| ------------------------------------ | ----------- | ---------- | ----------- | -------- | --------------------------- | ----------------------------- | ------------------------ | ----------------- | ------------------------------------------------------- | --------------------------------------------- | ----------------------- | -------------------------------------------------- | ------------------------------------------------------------------ | ---------- | --- |
| АНРИ 01-02 Сосна                     |             | Россия     | 133x82x45   | 350      | 1x«Крона»                   | ЖК без подсветки              | Да                       | Нет               | газоразрядный СБМ-20 (2—4 шт.)                          | 0,1—100                                       | 10—104                  | 20±5 с                                             | Совмещенная                                                        | Нет        | Нет |
| ДКГ-PM1203M                          |             | Беларусь   | 125x42x24   | 90       | 2xLR44                      | ЖК                            | Да                       | Нет               | газоразрядный                                           | 0,01—2000                                     | 1—2⋅105                 |                                                    | Нет                                                                | ИК-канал   | часы, будильник |
| МКС-05 «Терра-П»                     |             | Украина    | 120×52×26   | 150      | 2xААА                       | ЖК без подсветки              | Да                       | Нет               | газоразрядный                                           | 0,1—1000                                      | 10—105                  | 5—70 с                                             | Нет                                                                | Нет        | Часы, будильник. Для прибора выпускается чехол. |
| МКС-05 «Терра» (чёрный)              |             | Украина    | 120×52×26   | 150 г    | 2xААА                       | ЖК с подсветкой               | Да                       | Нет               | газоразрядный                                           | 0,1—104                                       | 10—106                  | 5—70 с                                             | Совмещенная, 0,5 — 3,0 МЭВ                                         | Нет        | Часы, будильник. Для прибора выпускается чехол. |
| МКС-05 «Терра» (чёрный) новая версия |             | Украина    | 120×52×26   | 150      | 2xААА                       | ЖК с подсветкой (увеличенный) | Да                       | Да                | газоразрядный                                           | 0,1—104                                       | 10—106                  | 1—70 с                                             | Совмещенная, 0,5—3,0 МэВ                                           | Bluetooth  | Часы, будильник. Чехол в комплекте. |
| ДКР-04                               |             |            | 74х48х16    | 50       | 1xААА                       | ЖК                            | Да                       | Нет               | полупроводниковый                                       | 0,1—106                                       | 10—108                  | 4—256 с                                            | Нет                                                                | Нет        | |
| Радэкс РД1503, РД1503+               |             | Россия     | 105х60х26   | 90       | 2xААА                       | ЖК с подсветкой               | Да                       | есть (только в +) | газоразрядный СБМ-20-1 (1 шт.)                          | 0,05—10                                       | 5—1000                  | до 40 с                                            | Совмещенная, 0,1—1,25 МэВ                                          | Нет        | режим «Фон» есть только в «+» |
| Радэкс РД1706                        |             | Россия     | 105х60х26   | 90       | 2xААА                       | ЖК с подсветкой               | Да                       | Да                | газоразрядный СБМ-20-1 (2 шт.)                          | 0,05—999                                      | Нет                     | 1—26 с                                             | Совмещенная, 0,1 — 1,25 МЭВ                                        | Нет        | режим «Фон» |
| Радэкс РД1212                        |             | Россия     | 97x68x24    | 80       | 2xААА                       | ЖК с подсветкой               | Да                       | Да                | газоразрядный СБМ-20-1 (1 шт.)                          | 0,05—999                                      | нет                     | 1—10 с                                             | Совмещенная, 0,4—3,5 МэВ                                           | USB        | режим «Фон», Часы и дата, Фонарь |
| Радэкс РД1008                        |             | Россия     | 140х64х26   | 175      | 1xАА                        | ЖК с подсветкой               | Да, три уровня громкости | Да                | газоразрядный 2 шт. Бета-2, Бета-2M                     | 0,05—999; плотность потока 6—999 1/(см2·мин.) | нет                     | 2—21 с, в режиме поиска время сокращается в 2 раза | Отдельная, 0,05 — 3,5 МЭВ                                          | Нет        | Режим «Фон». Одновременная индикация бета- и гамма-излучения |
| РКСБ-104                             |             | Белоруссия | 154х77х39   | 350      | 1xКрона                     | ЖК без подсветки              | Нет                      | Нет               | газоразрядный                                           | 0,1—100                                       | 10—105                  | до 40 с                                            | Нет                                                                | Нет        | 10—105 |
| РКС-107                              |             | Белоруссия | 154х77х39   | 350      | 1xКрона                     | ЖК без подсветки              | Нет                      | нет               | газоразрядный                                           | 0,1—99,99                                     | 10—9999                 |                                                    |                                                                    |            | |
| ДКГ-РМ1610                           |             | Белоруссия | 58х58х18    | 70       | встроен. аккум.             |                               | Да                       | Да                |                                                         | 0,01—1,2⋅106 Зв/ч                             | 1—1,2⋅108               | нет данных                                         | нет данных                                                         | USB        | Ударопрочный корпус |
| Экотест ДКГ-21 (EcotestCARD)         |             | Украина    |             | 80       | CR2450 (батарейка от часов) | ЖК без подсв.                 | Да                       | Нет               | полупроводниковый                                       | 0,1—106                                       | 10—108                  | нет данных                                         | нет данных                                                         | ИК-порт    | |
| МКС-03Д «Стриж»                      |             | Украина    | 111x73x28   | 200      | 2xАА                        | ЖК с подсветкой               | Да                       | Да                | газоразрядный Бета-1                                    | 0,1—105                                       | 10—107                  | 4—128 с                                            | Совмещенная, 0,12—3,0 МэВ Диапазон измерения бета 5—105 мин−1·см−2 | USB        | Световая сигнализация. Отображение данных на ПК в режиме реального времени. Пользовательские настройки. Чехол. Часы, будильник.                                                                     |
| Радиаскан 701                        |             | Россия     | 110х60х23   | 110      | 2xААА                       | цветной OLED дисплей          | Да                       | Нет               | Газоразрядный Бета 1-1 Измеряет Альфа Бета Гамма        | 0,01—10000                                    | 1—1000000               | 1—60 с                                             | Совмещенная, 5—30000 частиц/(см2 в мин)                            | USB        | Режим поиск, оценка заражения продуктов питания, энергонезависимая память, отдельное ПО для редактирования настроек и функций прибора, оценка фона по заданному расписанию, ведение журнала событий |
| Радиаскан 501                        |             | Россия     | 110х60х23   | 110      | 2xААА                       | цветной OLED дисплей          | Да                       | Нет               | Газоразрядный. Бета 1-1 Измеряет только гамма-излучение | 0,01—10000                                    | 1—1000000               | 1—60 сек                                           | Нет                                                                | USB        | Режим поиск, оценка заражения продуктов питания, энергонезависимая память, отдельное ПО для редактирования настроек и функций прибора, оценка фона по заданному расписанию, ведение журнала событий |

## Дозиметры-приставки к смартфонам
| Модель                  | Изображение | Страна-производитель | Платформа                                                                                         | Датчик                                                                                      | Активная площадь датчика       | Диапазон измерений  | Время измерений | Виды измеряемого излучения |
| ----------------------- | ----------- | -------------------- | ------------------------------------------------------------------------------------------------- | ------------------------------------------------------------------------------------------- | ------------------------------ | ------------------- | --------------- | --- |
| iRadG1                  |             | США                  | iOS                                                                                               | Нет данных                                                                                  | нет данных                     | 0,014—100 мР/ч      | нет данных      | Гамма, Бета |
| DO-RA.Uni/ДО-РА         |             | Россия               | iOS, Android, Windows Phone, JavaME, Blackberry, Bada, Symbian. Для десктопов Windows/Linux/MacOS | Устройство разрабатывается. Информации о дате начала производства на момент 20.07.2013 нет. | 10x10 мм                       | 0,001—1000 мкЗв/ч   | 10—100 секунд   | Рентгеновское излучение, гамма-излучение. Бета-излучение — стандартная комплектация. Альфа-излучение (специальная комплектация). Нейтронное изучение, при наличии детектора |
| PocketGeiger            |             | Япония               | iOS / Android                                                                                     | Фотодиод x100-7 (производства компании «First Sensor AG»)                                   | 10x10 мм                       | 0,05—10 мкЗв/ч      | 2 минуты        | Рентгеновское излучение, гамма-излучение |
| RDTX Pro                |             | США                  | iOS                                                                                               | Фотодиод                                                                                    | нет данных                     | 0,01—10 000 мкЗв/ч  | нет данных      | гамма-излучение |
| iRadGeige               |             | США                  | iOS / Android                                                                                     | Трубка Гейгера — Мюллера SBM20                                                              | Трубка Гейгера — Мюллера SBM20 | 0,01—10 000 мкЗв/ч  | 2—3 минуты      | Рентгеновское излучение, гамма-излучение, бета-излучение |
| СИГ-PM1904 Polismart II |             | Беларусь             | iOS / Android                                                                                     | Счетчик Гейгера — Мюллера                                                                   | нет данных                     | 0,01—120 000 мкЗв/ч | нет данных      | Гамма-излучение |

## Комментарии
1. ↑  Индивидуальными дозиметрами ещё называют обычные портативные, небольших размеров, дозиметры, так как такими приборами пользуется, как правило, один человек и может носить их в карманах или на поясном ремне[источник не указан 1918 дней]. Несмотря на то, что многие приборы позволяют определять также уровень бета-излучения, при ношении их под одеждой показания могут быть существенно занижены. Бета-излучение корректно измерять, взяв прибор в руки и включив специальный режим (при этом от детектора убирается внутренний экран из фольги)
2. ↑  Батарейки от часов — 
V357, LR44, AG12 и другие,
подходящие по габаритам и напряжению
3. 1 2 3 4 5 6 7 8 9 10  В зависимости от мощности излучения,
 чем выше мощность,
тем ниже время измерения
4. ↑  Судя по сайту производителя, между РД1503 и РД1503+ различия невелики — добавлены пороги срабатывания, оценка фонового излучения и вибросигнал. В РД1706 расширен диапазон измеряемой мощности дозы, сокращено время измерений и улучшен интерфейс.
5. ↑  Возможна работа и от одного элемента AAA
6. 1 2  Возможна работа от одного элемента AAA
7. 1 2  Индицирование результатов измерений от 0,01 мкЗв/ч (1 мкР/ч) до 1,2⋅107 мкЗв/ч (1—1,2⋅109 мкР/ч)